# Stazione di Agrigento Centrale
La stazione di Agrigento Centrale è la stazione ferroviaria principale della città di Agrigento.

## Storia
La stazione ferroviaria della città di Agrigento era un tempo quella che oggi ha il nome di Agrigento Bassa, e si chiamava Stazione di Girgenti fino al 1927 quando all'epoca la città si chiamava Girgenti. La suddetta stazione la collegava attraverso la ferrovia da Palermo con la cittadina di Porto Empedocle e il suo porto. Inaugurata nel 1874 rimase l'unica stazione a servizio della città fino all'inizio degli anni trenta.
Dato che risultava sempre più anacronistico il fatto che, per servirsi della linea ferrata, i cittadini di Agrigento fossero costretti a percorrere alcuni chilometri con altri mezzi, si rese necessaria la costruzione di una stazione all'interno della città.
Venne a tale scopo scavata una galleria sotto il centro storico della città per collegare la stazione di Agrigento Bassa con la nuova Centrale ma i lavori causarono la lesione e il crollo di un antichissimo Monastero.
Per la costruzione della nuova stazione di Girgenti fu necessaria una colossale opera di sbancamento del terreno che, durata molti anni, comportò anche l'abbattimento delle cinque torri di epoca normanna.
La prima pietra della stazione di Girgenti venne posta, il 9 maggio del 1924, da Benito Mussolini sbarcato a Porto Empedocle da un incrociatore della Regia Marina.

Ma i lavori proseguirono solo dal 1927 in poi e la nuova stazione centrale di Agrigento venne ufficialmente aperta all'esercizio la mattina del 28 ottobre del 1933 dall'onorevole Romano, allora sottosegretario alle Comunicazioni.
Nello stesso 1933 venne inaugurato anche il tratto di binario di circa 3 km che la collegava ad Agrigento Bassa con interposte le rotaie a scartamento ridotto, realizzando il collegamento ferroviario a doppio scartamento con l'altra linea FS a scartamento ridotto proveniente da Canicattì e Licata, atteso già dal 1924.
In futuro è prevista la costruzione di due fermate tra le stazioni di Agrigento Bassa e Aragona Caldare. Le due nuove stazioni ferroviarie saranno realizzate nel comune di Agrigento: la prima nella frazione di Fontanelle e la seconda nella frazione di San Michele, adiacente all’ospedale San Giovanni di Dio. Gli interventi rientrano nel progetto di potenziamento della linea Palermo-Agrigento e mirano a migliorare la mobilità urbana e l’accessibilità alle aree periferiche e industriali.
Il via libera ai progetti definitivi è stato dato il 26 maggio 2025 dal Dipartimento Urbanistica dell’Assessorato regionale al Territorio e Ambiente, con l’approvazione delle varianti urbanistiche necessarie. La gara sarà affidata con appalto integrato.

## Caratteristiche
Il fabbricato viaggiatori della stazione di Agrigento è stato ristrutturato ed ammodernato nelle parti interne lasciando inalterata la sua architettura originale; il piazzale antistante l'edificio è stato ripavimentato e la sua illuminazione rifatta.
La stazione dal punto di vista strutturale ed urbanistico è posta su livelli differenti in quanto il fascio binari è sottostante rispetto al livello della piazza antistante; ciò è dovuto alla complessa orografia dell'area che ha subito riempimenti e svuotamenti del terreno nel corso dei secoli. L'edificio assume pertanto una funzione di raccordo e comunicazione tra la sede stradale e quella ferrata e tale caratteristica lo rende molto gradevole architettonicamente.
All’interno dell’edificio della stazione è presente una chiesa cattolica.

## Movimento
Nella stazione di Agrigento Centrale effettuano servizio esclusivamente treni regionali. Le destinazioni sono Palermo Centrale (collegamenti con cadenza oraria), Palermo Aeroporto, Caltanissetta Centrale e Caltanissetta Xirbi. Fino al 2014 la stazione era servita dai regionali diretti a Catania Centrale.
Nei giorni feriali risultano quattordici regionali per Palermo Centrale, due coppie di regionali per Palermo Aeroporto, tre regionali per Caltanissetta Centrale e uno per Caltanissetta Xirbi, mentre nei festivi sei regionali per Palermo Centrale e uno per Caltanissetta Xirbi. I due regionali diretti a Palermo Aeroporto (e viceversa) effettuano servizio sia nei giorni feriali che nei festivi.
Fino a marzo 2010 esisteva un collegamento periodico Espresso con Milano Centrale, noto come Freccia del Sud. Successivamente passò da periodico a giornaliero con fine corsa a Roma Termini. Tale corsa ebbe vita breve e con l'orario invernale 2011 venne soppresso definitivamente anche a causa dei tempi di percorrenza.
Da giugno 2023 è stato ripristinato un collegamento intermodale treno-bus con Roma Termini mediante la società Italo - Nuovo Trasporto Viaggiatori sebbene il percorso ferroviario sia limitato tra Roma e Villa San Giovanni.
Con l'orario 2023/2024 sono state aggiunte due coppie di regionali da e per Palermo Aeroporto. Nella stessa data, sono state aggiunte altre due coppie Italo a/r treno-bus da Torino e Brescia e con bus tra Napoli Centrale e la Sicilia.Con il cambio di orario 2024/2025, i collegamenti intermodali con Italo non sono più effettuati. Inoltre l’offerta si arricchisce con un nuovo treno serale dalla stazione di Palermo Aeroporto per la Capitale italiana della cultura 2025.

## Servizi
La stazione dispone di:
- Biglietteria
- Biglietteria automatica
- Servizi igienici
- Sala d'attesa
- Posto di Polizia Ferroviaria
- Bar
- Annuncio sonoro treni in arrivo e in partenza
- Ascensori
- Edicola
- Cappella

## Interscambi
- Fermata autobus
- Stazione taxi